# هارا مارتینو
هارا مارتینو (به ژاپنی: 原マルティノ)؛(تاریخ ورودی نامعتبر است – ۲۳ اکتبر ۱۶۲۹) یکی از چهار نوجوان مسیحی بود که در سال ۱۵۸۲ همراه با گروه اعزامی تنشو از ژاپن به روم رفت. وی پس از بازگشت به ژاپن در سال ۱۵۹۰ در قصر جوراکودای با تویوتومی هیده‌یوشی دیدار کرد؛ و در سال بعد همراه با سه عضو دیگر این گروه به انجمن عیسی در ژاپن وارد شد. وی فعالیت خود را در جهت گسترش مسیحیت ادامه داد. وی در سال ۱۶۱۴ و پس از ممنوعیت مسیحیت در ژاپن به ماکائو (در چین کنونی) مهاجرت کرد و در همان‌جا نیز درگذشت.